# 新厚阎甲属
新厚阎甲属（学名：Eopachylopus）为阎甲科的一个属。

## 下属物种
本属包括以下物种：
- 溪新厚阎甲 Eopachylopus ripae (Lewis, 1885)